# Nathangelo Markelo
Nathangelo Alexandro Markelo (Groningen, Países Bajos, 7 de enero de 1999) es un futbolista neerlandés que juega como defensa en el F. C. Hebar Pazardzhik de la Primera Liga de Bulgaria.

## Trayectoria
Nacido en Groningen, fue fichado por el Everton F. C. en 2017 tras ser ojeado jugando en un torneo juvenil por el FC Volendam. Se marchó cedido al F. C. Twente en julio de 2020.
Firmó por el Jong PSV en agosto de 2021 con un contrato permanente.
El 9 de julio de 2022 se incorporó al Excelsior Róterdam con un contrato de tres años.

## Selección nacional
Nacido en los Países Bajos, es de ascendencia surinamesa. Ha representado a los Países Bajos en varios niveles internacionales juveniles.

## Estadísticas

### Clubes
Actualizado al último partido disputado el 19 de marzo de 2023.
| Club                              | Div.          | Temporada     | Liga  | Liga  | Copas nacionales | Copas nacionales | Copas internacionales | Copas internacionales | Total | Total |
| Club                              | Div.          | Temporada     | Part. | Goles | Part.            | Goles            | Part.                 | Goles                 | Part. | Goles |
| --------------------------------- | ------------- | ------------- | ----- | ----- | ---------------- | ---------------- | --------------------- | --------------------- | ----- | ----- |
| F. C. Twente · Países Bajos       | 1.ª           | 2020-21       | 13    | 0     | 0                | 0                | ―                     | ―                     | 13    | 0     |
| F. C. Twente · Países Bajos       | Total club    | Total club    | 13    | 0     | 0                | 0                | 0                     | 0                     | 13    | 0     |
| Jong PSV · Países Bajos           | 2.ª           | 2021-22       | 30    | 0     | 0                | 0                | ―                     | ―                     | 30    | 0     |
| Jong PSV · Países Bajos           | Total club    | Total club    | 30    | 0     | 0                | 0                | 0                     | 0                     | 30    | 0     |
| Excelsior Róterdam · Países Bajos | 1.ª           | 2022-23       | 14    | 0     | 2                | 0                | ―                     | ―                     | 16    | 0     |
| Excelsior Róterdam · Países Bajos | Total club    | Total club    | 14    | 0     | 2                | 0                | 0                     | 0                     | 16    | 0     |
| Fortuna Sittard · Países Bajos    | 1.ª           | 2023-24       | 0     | 0     | 0                | 0                | ―                     | ―                     | 0     | 0     |
| Fortuna Sittard · Países Bajos    | Total club    | Total club    | 0     | 0     | 0                | 0                | 0                     | 0                     | 0     | 0     |
| Total carrera                     | Total carrera | Total carrera | 57    | 0     | 2                | 0                | 0                     | 0                     | 59    | 0     |